# Katakis
Katakis ist ein Shoot-’em-up-Computerspiel des Gütersloher Entwicklerstudios Rainbow Arts, das 1988 für den Commodore 64 erschien und ein Jahr später für den Amiga portiert wurde.

## Handlung
Wissenschaftler des Planeten Katakis erfanden einst Maschinen, die das Leben der Bewohner Katakis' erleichtern sollten. Die technischen Wunderwerke entwickelten aber ein Eigenleben, wandten sich gegen ihre Erschaffer und verwüsteten den Planeten. Der Spieler ist Pilot eines Raumgleiters, der ins Zentrum der Maschinenarmee vordringen und die mechanischen Feinde ausschalten soll.

## Spielprinzip und Technik
Es handelt sich um einen 2D-Weltraum-Shooter, in dem sich ein Raumschiff und ein unzerstörbarer Satellit durch zwölf verschiedene Levels kämpfen müssen.
Das Raumschiff kann sich auf dem Bildschirm bewegen, während sich der Hintergrund mit den Landschaften von rechts nach links bewegt („scrollt“, siehe Scrolling). Zum Kultklassiker wurde das Spiel auf dem C64, da es das Gerät sowohl programmtechnisch als auch grafisch ausreizte. Charakteristisch für das Spiel waren bildschirmgroße Endgegner, die am Ende eines jeden Levels besiegt werden mussten. Es konnte allein oder durch zwei Spieler gleichzeitig (Raumschiff und Satellit) beziehungsweise abwechselnd im Zwei-Spieler-Modus gespielt werden.

## Produktionsnotizen
Das Spiel wurde von Manfred Trenz programmiert, der mit Andreas Escher auch die Grafik erstellte. Die C64-Version erschien 1987 auf einer doppelseitigen 5,25-Zoll-Diskette mit jeweils 170 KB Speicher, die Amiga-Version auf einer 3,5-Zoll-Diskette mit 880 KB. Die technische und grafische Ähnlichkeit von Katakis zu Irems Vorzeige-Shooter R-Type führte kurz nach der Veröffentlichung der C64-Version zu einer legendären Vereinbarung zwischen Rainbow Arts und R-Type-Publisher Activision, die eine gerichtliche Auseinandersetzung vermeiden wollten. Man einigte sich darauf, dass das Programmierteam von Katakis auch die Umsetzung von R-Type erledigte – innerhalb von 6½ Wochen war das Spiel fertig. Das Spiel wurde im Ausland dann ab 1989 aus rechtlichen Gründen als Denaris vermarktet. Eine Neuauflage im Niedrigpreis-Segment von Rainbow Arts erschien später auch in Deutschland unter diesem neuen Namen.
Der Name Katakis war ein griechischer Nachname aus dem Gütersloher Telefonbuch. Bei der Namensgebung von Turrican wurde ähnlich vorgegangen. Auch enthält Turrican II einen Katakis-Level, in dem der Schriftzug „Katakis Lives“ („Katakis lebt“) als Banner vorbeizieht.

## Fortsetzungen
1992 erschien eine inoffizielle Fortsetzung von Katakis unter dem Namen Enforcer von Manfred Trenz exklusiv für den C64. Die Musik stammt von Markus Siebold. Zu Enforcer 2 erschien 2008 eine Demo.
Der Computerspieleentwickler Factor 5 veröffentlichte die Amiga-Version von Katakis Jahre später als Freeware für die nicht-kommerzielle Verwendung.
1999 erschien Crush (C64) für den C64. Das Spielprinzip und die Grafik erinnern stark an Katakis bzw. R-Type. Das Spiel erschien bei Smash-Designs. Im Abspann heißt es dort "´CRUSH´ - (KATAKIS II ?)". Grafik, Code, Gamedesign, Soundeffekte stammen von André Bürger, End-Musik von Tammo Hinrichs, Intro und Spielmusik (Ingame) von Chris Hülsbeck und Tufan Uysal.
Im Abspann werden unter anderem Manfred Trenz, Andreas Escher und Chris Hülsbeck gegrüßt.
Aus dem Jahr 2001 stammt ein Prototyp namens Katakis 3D für den Game Boy Color. Laut Ingame-Grafik sollte das Spiel bei Similis erscheinen. Konzept, Design und Grafik stammen von Manfred Trenz und Andreas Escher. Programmierung von Trenz, Musik von Tufan Uysal.
Für das Jahr 2011 war der offizielle Nachfolger Katakis 2 angekündigt. Ein Spiele-Trailer ist dazu erschienen. Demnach sollte das Spiel eine Entwicklung von Denaris Entertainment Software und VIS Visual Imagination Software werden. Konzept und Spieldesign stammen von Manfred Trenz, ebenfalls Spieldesign, Spiele-Code und Grafiken von Andre Bürger, Musik und Soundeffekte von Markus Siebold. Auf der Internetseite denarisoftware.de des Spieleentwicklers Manfred Trenz hieß es dazu 2012 "Katakis 2 ist ein Freizeitprojekt. Durch die Vielzahl an kommerziellen Projekten wurde die Entwicklung jedoch auf Eis gelegt, da leider keine Zeit mehr zur Verfügung stand daran weiterzuarbeiten. Wann die Entwicklung wieder aufgenommen werden kann, steht noch nicht fest."
Am 9. Juni 2016 erschien das Spiel Crush (2016) von VIS-Games und SilentFuture. Darin wurden offenbar Grafiken des Katakis-2-Projektes verwendet. Dem Namen nach ist dies eine Fortführung des Spiels Crush aus dem Jahr 1999 für den C64. Programmierung und Grafik stammen von André Bürger (wie bei Crush von 1999), die Musik von Markus Siebold (wie bei Enforcer). Besonderer Dank wird dort an Manfred Trenz gerichtet.

## Musik
Die Musik wurde von Chris Hülsbeck komponiert. Die Musik der C-64-Version enthält zahlreiche Cover bzw. Samples. Track 5 basiert auf dem Lied Humanoid Invasion von Laserdance (1986), Track 7 auf Alisand von Hugh Bullen (1985), Track 9 auf My Dream von Shamall (1986), Track 9 auf The Delta Force Main Theme von Alan Silvestri (1986).
Chris Hülsbeck hat 2015 zusammen mit Patrick Nevian ein auf Klavier gespieltes Katakis Medley auf dem Album The Piano Collection rausgebracht.

## Rezeption
Andrew Draheim sah im Magazin 64’er deutliche Parallelen zum im gleichen Jahr erschienenen Shoot ’em up IO des britischen Publishers Firebird, hob jedoch den Zweispielermodus, die Grafik, den Sound und das saubere Scrolling von Katakis lobend hervor.
Für aktuelle PCs existiert ein Freeware-Remake namens Takatis.